# Чаучила (кладовище)
Чаучила (ісп. Chauchilla) — стародавнє кладовище за 27 км на південний захід від міста Наска у регіоні Іка на півдні Перу.

## Історія
Кладовище виявили у 1920-х роках. Найдавніші поховання датуються 200 роком. Не використовується за призначенням з IX століття. Поховання пов'язані з культурою Наска, згодом використовувався представниками культури Уарі. Могили були пограбовані у XX столітті. У похованнях залишилися тільки людські рештки та глиняний посуд. З 1997 року цвинтар під охороною перуанського законодавства. Упродовж 1996—2004 років кістки й гончарні вироби, що були розкидані по території, зібрали в могилах, некрополь відновили, оголосили археологічним об'єктом та відкрили для публіки.

## Опис

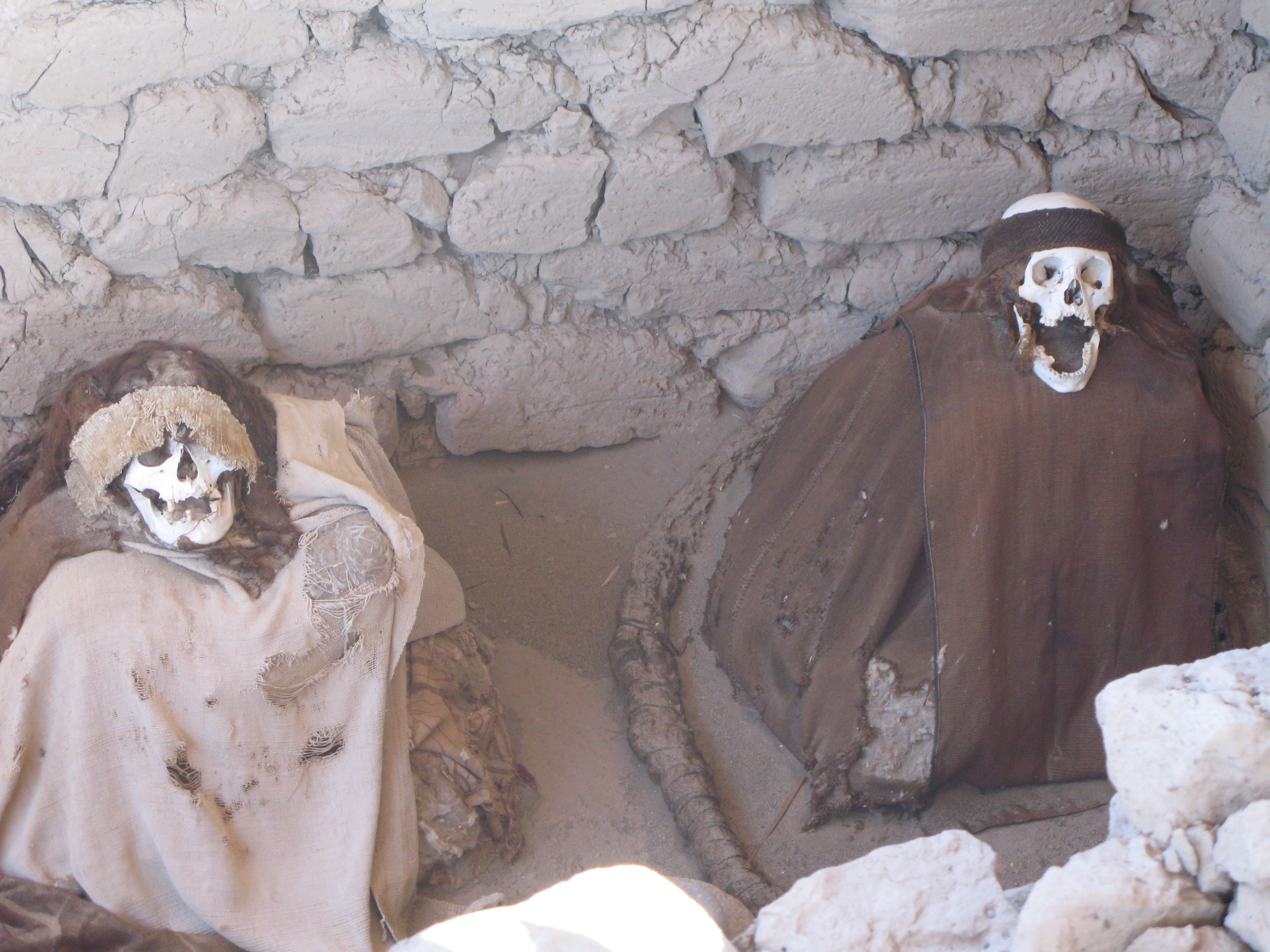

На кладовищі знаходиться близько двох десятків поховальних камер. Камери прямокутної форми або круглі, розділені стінами з глиняної цегли. Колись могили мали дах з очерету або кукурудзи. Зараз мумії зберігаються просто неба. У деяких камерах є рештки двох або трьох людей. Попри солідний вік рештки людей добре збереглися, завдяки сухому пустельному клімату та спеціальному методу муміфікації. Тіла розташовувались обличчям на схід, у сидячому положенні, так, коліна були на рівні підборіддя. Руки складені на грудях. Щоб тіло тримало положення, його прив'язували мотузками з шерсті лами. Небіжчиків обмащували спеціальною смолою та одягали у бавовняний одяг. На деяких рештках збереглися волосся та залишки шкіри. До небіжчика у могилу клали керамічний посуд, побутові та ритуальні інструменти, прикраси, тканини. На керамічному посуді є зображення птахів, лам, рослин тощо. Подібне поховання доводить, що люди наска вірили у загробне життя.